# Ludwig Guttmann

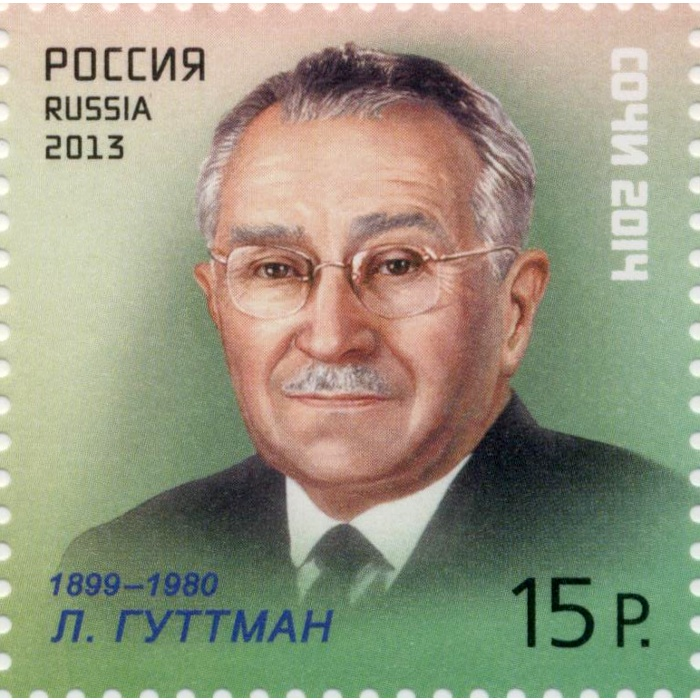
Ludwig Guttmann

Ludwig Guttmann (Toszek, 3 de julio de 1899-Aylesbury, 18 de marzo de 1980) fue un neurólogo británico, nacido en Alta Silesia, en ese entonces parte del Imperio alemán (actualmente parte de Polonia), que fundó los Juegos Paralímpicos en Inglaterra. Médico judío, tuvo que huir de la Alemania nazi justo antes del inicio de la Segunda Guerra Mundial. Se le considera uno de los fundadores de las actividades físicas para personas con discapacidad.
Era comandante de la Orden del Imperio Británico y miembro de la Royal Society.

## Infancia
Ludwig Guttmann era el mayor de sus hermanos. Nació en una pequeña población altosilesiana de Tost (actualmente Toszek, Polonia). A los tres años se trasladó con su familia a Königshütte, una importante ciudad minera cercana.

## Primeros años de carrera
En 1917 comenzó a trabajar en el hospital de Königshütte, donde Guttmann se encontró por primera vez con pacientes parapléjicos por lesiones medulares. El primero de ellos fue un minero del carbón que falleció de septicemia a los cinco días.
En abril de 1918 inició sus estudios de medicina en la Universidad de Breslau. Guttmann la dejó en la primavera de 1919 para proseguir sus estudios en la Universidad de Friburgo, donde se doctoró en medicina en 1924. En ese año retornó a Breslau para trabajar en el departamento de Neurología del profesor Otfrid Foester. En 1928 pasó a trabajar como neurocirujano en una clínica psiquiátrica de 300 camas de la Universidad de Hamburgo, donde permaneció un año. En 1929 Foester le ofreció un puesto de ayudante, el cual aceptó. En 1930 publicó un texto que le hizo profesor en la Universidad de Breslau.

## Alemania nazi
Aunque en 1933 Guttmann era considerado el neurocirujano más importante de Alemania, con la llegada de los nazis al poder se prohibió a los judíos el ejercicio profesional de la medicina. Guttmann fue despedido e inmediatamente pasó a ser director de los departamentos de Neurología y Neurocirugía del Hospital Judío de Breslau. En 1937 fue elegido director médico de la institución.  Desde el inicio de la represión nazi contra los judíos, Guttmann recibió diversas ofertas para que emigrara. Sin embargo las rechazó porque consideraba que aquel régimen no iba a durar. Llegó a la presidencia de la Comunidad Médica Judía. En septiembre de 1938, la Gestapo le ordenó dejar de atender a personas no judías en el hospital. Tras los ataques antisemitas de la Noche de los Cristales Rotos, el 9 de noviembre de 1938 Guttmann ordenó al personal del hospital, del que ya era director, que admitiese a cualquier persona sin preguntas. Al día siguiente tuvo que justificar su decisión, caso a caso, ante la Gestapo. De 64 personas ingresadas, 60 se salvaron del arresto y la deportación a campos de concentración. Fue a raíz de estos hechos que Guttmann admitió la necesidad de abandonar Alemania.

## Establecimiento en Gran Bretaña
Como a todos los judíos, a Guttmann se le había confiscado el pasaporte y no tenía autorización para viajar. Sin embargo, recibió la orden del ministro de Asuntos Exteriores, Ribbentrop, de viajar a Portugal para tratar a un amigo del dictador Salazar, en diciembre de 1938. Para su viaje de regreso se le autorizó a pasar por Inglaterra. Aprovechó esta circunstancia para solicitar ayuda al Council for Assisting Refugee Academics (CARA).
El CARA consiguió visados para Ludwig, su esposa y sus dos hijos, y una beca de 250 libras para el sostenimiento de la familia. También le proporcionó un puesto de investigador en la Radcliffe Infirmary, en Oxford, y continuar su trabajo en el hospital del Colegio Militar de St Hugh’s para Heridas de la Cabeza.
Durante las primeras semanas tras su llegada a Oxford, los Guttmann residieron en el Master’s Lodge del Balliol College, hasta que se instalaron en una pequeña casa pareada de Lonsdale Road. A sus hijos se les inscribió gratuitamente en la escuela privada Greycotes, a instancia de su directora. La familia se integró en la comunidad judía de Oxford, que estaba experimentando una gran expansión por la afluencia de académicos que habían sido expulsados —o conseguían huir— de la Europa ocupada.

## Trabajo durante la Segunda Guerra Mundial
La tasa de mortalidad de la paraplejia por traumatismo en los ejércitos británico y estadounidense alcanzó en la Primera Guerra Mundial cotas de hasta el 80%. Los pocos supervivientes solían tener una calidad de vida muy mala, destinados por lo general a permanecer en instituciones para enfermos incurables durante el resto de sus vidas. Su esperanza de vida solo llegaba a tres meses a partir de la herida.
A requerimiento del Consejo para la Investigación Médica de Inglaterra, Guttmann presentó en diciembre de 1941 un estudio sobre el tratamiento y rehabilitación de los pacientes con heridas en la médula espinal. De resultas de este estudio, el Consejo para la Investigación Médica decidió la creación de un centro para los afectados por lesiones de médula espinal. La decisión se adoptó también en previsión de la apertura de un segundo frente, operación que se preveía para la primavera de 1944 y que se anticipaba que provocaría numerosos lesionados de este tipo.
En septiembre de 1943 el Gobierno británico nombró a Guttmann director del centro, el cual se instaló en el Hospital de Stoke Mandeville (Buckinghamshire) el 1 de febrero de 1944, con 26 camas. Aunque el centro estaba concebido principalmente para militares heridos, también atendió a algunos civiles. Guttmann aceptó con la condición de que el centro fuera totalmente independiente y de que se le permitiría aplicar sus métodos para la totalidad del tratamiento de los pacientes a su cargo, desde las fases iniciales a su reintegración en la sociedad.
El objetivo de Guttmann era integrar a los pacientes en la sociedad como miembros útiles y respetados a pesar de su elevado grado de discapacidad. Durante los primeros dos años de funcionamiento del centro hubo de enfrentarse a los que opinaban que no merecía la pena dedicar tantos recursos a unas personas con unos impedimentos tan grandes.
Adquirió la nacionalidad británica en 1945.

## Fundación de los Juegos Paralímpicos
El deseo de Guttmann de reintegrar a sus pacientes a una vida social tan completa como fuera posible se extendía a todos sus aspectos, lo que en el caso de la sociedad inglesa incluía el deporte. Por otro lado, Guttmann había practicado deportes como miembro de una fraternidad universitaria judía, al tiempo que los valoraba como terapia. Además de restaurar la fuerza, coordinación, rapidez y resistencia de la persona discapacitada, los deportes representaban una aportación por su aspecto recreativo y su valor psicológico para contrarrestar actitudes antisociales y psicológicamente anormales, como complejos de inferioridad, ansiedad, pérdida de la autoestima o autoaislamiento.
Aunque el deporte no era la única actividad de rehabilitación social que se ejercía en Stoke Mandeville, pues también había talleres de carpintería y relojería, fue la actividad que más distinguió a la larga al hospital. Guttmann había observado que algunos pacientes se habían agenciado un disco de hockey y usando bastones como palos se dedicaban a empujarlo, al tiempo que movían sus sillas de ruedas. Este deporte, conocido como polo de silla de ruedas, presentaba riesgos para los pacientes y fue sustituido por otros como baloncesto, tiro con arco, netball, lanzamiento de jabalina y billar. El tiro con arco era popular debido a que al basarse en la fuerza de la mitad superior del cuerpo permitía a los parapléjicos competir contra personas sanas.
El 29 de julio de 1948, Guttmann organizó la primera actividad deportiva más allá de los residentes en su hospital, al invitar a un equipo de pacientes de un hospital de Richmond, en Londres, a competir en tiro con arco y lanzamiento de jabalina: fueron los primeros Juegos de Stoke Mandeville. Compitieron dieciséis pacientes, entre ellos dos mujeres. Coincidieron con la inauguración de los Juegos Olímpicos de Londres de 1948.
La segunda edición de los Juegos de Stoke Mandeville tuvo lugar exactamente un año después. La competición se amplió a 37 deportistas de seis hospitales. Fue en esta edición cuando Guttmann hizo pública su intención de avanzar hacia un movimiento equivalente al olímpico, pero dedicado a los deportistas con discapacidad. En 1951 los juegos comprendían ya cuatro deportes (arco, netball, jabalina y billar), y 126 participantes de once hospitales de todo el Reino Unido.
La primera edición con participación internacional fue la de 1952, cuando participó una representación del hospital de veteranos de Aardenburg (Países Bajos). Para 1959 los juegos habían crecido hasta 360 competidores de 20 países.
En 1960 los entonces denominados ‘’International Stoke Mandeville Games se celebraron junto con los Juegos Olímpicos de Roma de forma oficial, por lo que se les considera los primeros Juegos Paralímpicos (si bien el término solo se les aplica –de forma retroactiva- desde 1984).

## Vida posterior
En 1960 Ludwig Guttmann fundó la British Sport Association for the Disabled y fue presidente fundador de la International Medical Society of Paraplegia (posteriormente denominada International Spinal Cord Society) de 1961 a 1970.
En 1967 dejó la gestión del centro de Stoke Mandeville.
Cuando en 1968 la celebración de los Juegos Paralímpicos se vio en peligro por los problemas organizativos de México, apoyó su celebración en Israel, de forma que se garantizara la continuidad del evento.
Ludwig Guttmann falleció de trombosis coronaria el 18 de marzo de 1980, a los 80 años.